# Turgenitubulus
Turgenitubulus é um género de gastrópode  da família Camaenidae.
Este género contém as seguintes espécies:
- Turgenitubulus aslini
- Turgenitubulus costus
- Turgenitubulus depressus
- Turgenitubulus foramenus
- Turgenitubulus opiranus
- Turgenitubulus pagodula
- Turgenitubulus tanmurrana